# Piazza San Marco (Florence)
Pour les articles homonymes, voir Place Saint-Marc.

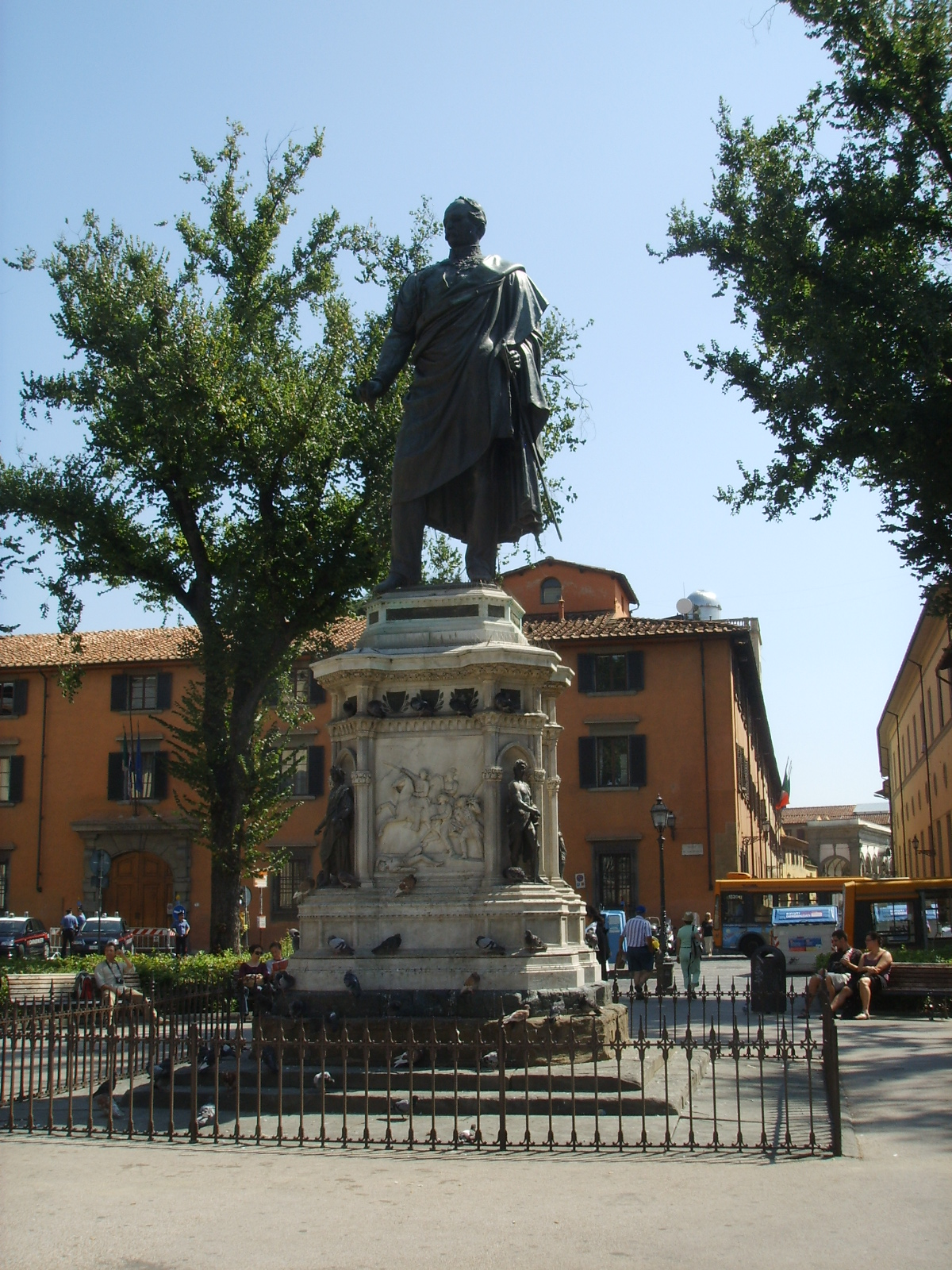
Statue du centre de la place.

La Piazza San Marco est une place du nord du centre historique de la ville de Florence en Italie.
Sur son côté nord-est se trouve le complexe San Marco dont on aperçoit la façade de la basilique San Marco de son couvent.
Se dirigeant vers l'Est, la via Cesare Battisti mène à la Piazza della Santissima Annunziata ; le long de son côté Est se trouve un des bâtiments de l'Université de Florence sur la Via Ricasoli venant de l'Accademia et du Duomo, tandis que le long de son côté Ouest passe la via Cavour.
Un square public occupe le centre de la place, avec la statue du général Manfredo Fanti, œuvre du fondeur Papi sur un modèle de Pio Fedi.

## Histoire
La place date de la première moitié du Quattrocento, quand Cosme de Médicis dit l'Ancien commandita Michelozzo pour édifier l'église et le couvent pour les moines silvestrins, qui passèrent ensuite aux Dominicains provenant du monastère de San Domenico de Fiesole. Savonarole en fut le prieur.
La façade fut terminée en style néoclassique en 1780.
Bianca Cappello vécut au no 21 lors de son arrivée à Florence.